# Emanuele Romoli
Emanuele Romoli (Desio, 20 marzo 1957) è un'indoor rower italiano.

Dal 2025 è Referente nazionale indoor rowing all'interno della Federazione Italiana Canottaggio.

## Biografia
Nativo di Desio in Lombardia, cresce professionalmente in Trentino dove attualmente svolge la propria attività di istruttore nella a.s.d. Prosport di Trento. Ha svolto i propri studi presso l'ISEF ed è riconosciuto come master trainer di indoor rowing dalla Concept 2.

### Anni 2000
Il primo successo nella pratica dell'indoor rowing giunge nel 2001 con la vittoria della medaglia d'oro ai campionati italiani a Firenze. Nel 2005 torna a conquistare la vittoria nel campionato nazionale, che ripeterà ininterrottamente fino al 2012. Nel 2007 trionfa anche all'estero con le vittorie nel campionato britannico BIRC, in quello francese e, soprattutto, nel campionato europeo, nel quale conquista sia il titolo individuale che quello a staffetta. Nel 2008 partecipa al C.R.A.S.H.-B. Sprints World Indoor Rowing Championship vincendo la medaglia d'argento nella categoria Veteran A pesi leggeri.

### Anni 2010
Nel decennio successivo si riconferma campione a livello nazionale (sia a livello individuale che di squadra) e continentale, dove, oltre all'alloro europeo, completa il suo palmarès anche con quattro affermazioni nella tedesca Ergoregatta. Si riconferma vice-campione del mondo nel 2013, ad un solo decimo di secondo dal tempo stabilito dal canadese Steve Roedde. La medaglia d'oro mondiale arriva però nel 2018 nella categoria Veteran C pesi leggeri, al quale segue pochi giorni dopo il 12º titolo italiano individuale e il 4º scudetto per il Prosport Team.
Nella stagione 2018 consegue ulteriori vittorie al BRIC, la 4ª vittoria all'Ergoregatta e ulteriori titoli italiani individuali su entrambe le distanze, mentre a cavallo tra il 2019 e il 2020 aggiunge una medaglia d'argento ai campionati europei di Praga, oltre alle vittorie individuali e di squadra nel campionato britannico e italiano.

### Anni 2020
Il 2021, anno nel quale le competizioni internazionali si sono tenute da remoto a causa della pandemia di COVID-19, si apre con il terzo posto al MAIF Open Francia e il secondo posto al CIRC, il Canadian Indoor rowing Championship, a cui seguono le vittorie ai campionati italiano, britannico, australiano, e ai campionati italiani organizzati dalla Federazione Italiana Canottaggio. I successi più importanti dell'anno, però, sono la seconda affermazione al C.R.A.S.H.-B. Sprints nella categoria pesi leggeri e soprattutto la medaglia d'argento nella prima edizione dei nuovi campionati mondiali.
Il 2022 si apre con due secondi posti in Francia, seguiti poche settimane dopo dalla vittoria del terzo martello al C.R.A.S.H.-B. Sprints e dal terzo posto al campionato mondiale tenutosi ad Amburgo. L'anno si conclude con la seconda affermazione ai campionati italiani organizzati dalla FIC a Treviso. Nel 2023, nel solo mese di febbraio, si aggiungono alla bacheca un oro e un bronzo ai campionati europei ma soprattutto la prima affermazione al nuovo campionato mondiale, svoltosi a Toronto, questa volta nella categoria Pesi leggeri 65-69. L'anno solare si conclude il 17 dicembre con la terza affermazione al campionato italiano organizzato dalla FIC.
Nel febbraio 2024, nella città di Praga ha partecipato alla manifestazione che accomunava insieme il campionato mondiale con il titolo europeo, conquistando la medaglia d'oro per la categoria LM 65-69 sia sulla distanza dei 2000 metri che su quella dei 500 metri. Il 13 luglio 2025, nel corso della riunione del Consiglio federale della FIC tenutasi a Varese, viene nominato Referente nazionale indoor rowing.

## Riconoscimenti
Per i risultati ottenuti nell'annata 2007-2008, il 24 giugno 2008 viene insignito del San Vigilio d'oro per lo sport, onorificenza consegnata dal comune di Trento nell'ambito delle Feste Vigiliane per gli atleti che hanno saputo distinguersi con i propri risultati sportivi in campo nazionale ed internazionale.
Il 4 aprile 2019 riceve dal presidente del consiglio comunale di Trento la Benemerenza Sportiva del Comune di Trento per i successi agonistici nazionali ed internazionali e per l’attività di promozione dello sport a Trento.

## Palmarès

### Competizioni internazionali
- Campionato mondiale di indoor rowing (World Rowing/C.R.A.S.H.-B Sprints WIRC[1]):
  -  Categoria LM65: 2023, 2024
  -  Categoria LM60: 2021
  -  Categoria Veteran B pesi leggeri: 2013
  -  Categoria Veteran A pesi leggeri: 2008
  -  Categoria LM60: 2022
- Campionato europeo di indoor rowing:
  -  Individuale: 2007, 2012, 2013, 2014, 2023, 2024
  -  Individuale: 2009, 2010, 2020
  -  Individuale: 2023
  -  Staffetta 4x500: 2007, 2012
  -  Staffetta 4x500: 2020
- C.R.A.S.H.-B. Sprints Indoor Rowing Championship[1]:
  -  Categoria LMMF 60-64: 2021, 2022
  -  Categoria Veteran C pesi leggeri: 2018

### Competizioni nazionali
- C2 Open Championship: 26 titoli
  - Individuale - 2000m: 2001, 2005, 2006, 2007, 2008, 2009, 2010, 2011, 2012, 2017, 2018, 2019, 2020, 2021[27]
  - Individuale - 500m: 2017, 2018, 2019, 2020, 2021[27]
  - Staffetta 4x500m: 2008, 2011, 2017, 2018, 2019, 2020
  - Tandem 1000m: 2021[27]
- Campionato italiano di canottaggio FIC: 3 titoli
  - Individuale: 2021, 2022, 2023
- Campionato britannico: 9 titoli
  - Individuale - 2000m: 2007, 2012, 2015, 2017, 2019, 2021[27]
  - Individuale - 500m: 2016, 2017, 2018, 2019, 2021[27]
- Ergoregatta: 4 titoli
  - 2014, 2016, 2017, 2019
- Aviron-Indoor: 1 titolo
  - 2007
- AIRC Open Australia/Oceania: 1 titolo
  - Individuale 2000m: 2021[27]

### Altre competizioni
- World Ergohead: 2008
- Circuito nazionale Row Race: 2002, 2003, 2004